# Bambolim
Bambolim is een census town in het district Noord-Goa van de Indiase staat Goa. 

## Demografie
Volgens de Indiase volkstelling van 2001 wonen er 5319 mensen in Bambolim, waarvan 64% mannelijk en 36% vrouwelijk is. De plaats heeft een alfabetiseringsgraad van 82%. 